# Gay Shame
 (novembre 2018).
Le contenu est difficilement compréhensible vu les erreurs de traduction, qui sont peut-être dues à l'utilisation d'un logiciel de traduction automatique.
Gay Shame est un mouvement de la communauté LGBT décrit comme une alternative radicale au courant dominant gay. Il promeut une vision alternative des événements liés aux marches des fiertés, reprochant à ces derniers des activités de plus en plus mercantiles par  la présence de commanditaires, ainsi qu’une dépolitisation afin d’éviter de heurter les supporteurs et commanditaires,. Le mouvement Gay Shame a évolué, adoptant une vision radicalisée aux idéologies contre-culturelles, ainsi qu'un art avant-gardiste.

## Contexte et historique

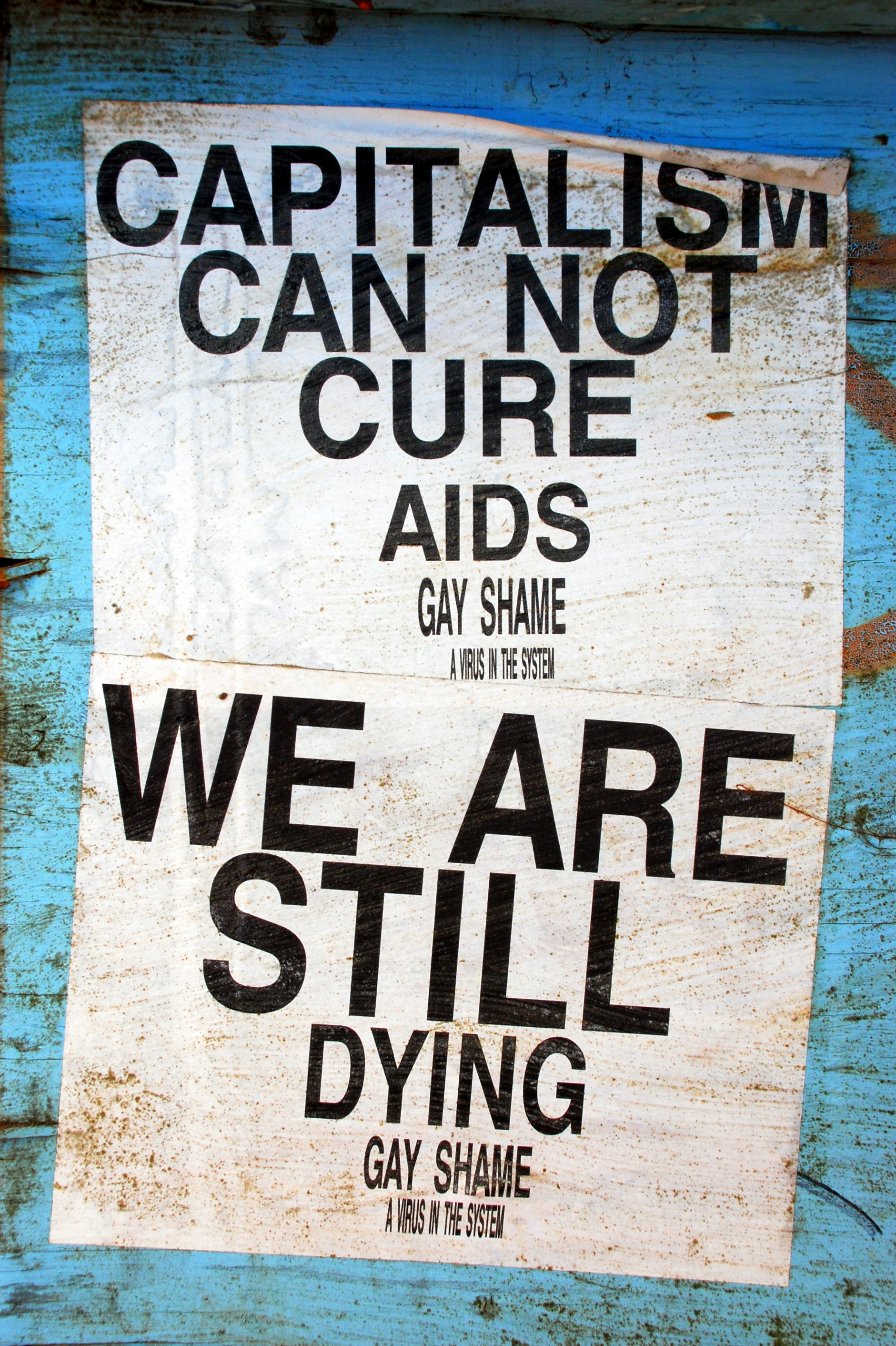
Poster de Gay Shame.

Gay Shame a été créé pour protester contre la sur-commercialisation des événements liés à la Gay Pride ; les membres de ce mouvement luttant contre les oppressions structurelles de la société, ainsi qu'ils le font pour la légalisation du mariage homosexuel.
Gay Shame a commencé en 1998 comme événement annuel de Brooklyn, à New York. Il s'est déroulé durant plusieurs années à DUMBA, avec des artistes tels que Three Dollar Bill et Kiki and Herb, et des auteurs tels que Eileen Myles, Mattilda Bernstein Sycomore et Penny Arcade, apparus lors de la première session. La soirée a été documentée par Scott Berry et relatée dans le film Gay Shame 98. Swallow Your Pride est un magazine publié par les personnes impliquées dans la planification de la Gay Shame à New York. Le mouvement s'est répandu plus tard à San Francisco, à Toronto, et en Suède.
LAGAI – Queer Insurrection (anciennement Lesbians and Gays Against Intervention) a écrit : "les origines du mouvement LGBTQ sont révolutionnaires [...] aujourd'hui, certaines personnes ayant participé aux fabuleux épanchements de l'anti-mainstream trébuchent sur le chemin de l'Hôtel de Ville pour avoir leur amour béni par Gavin Newsom, successeur de Dan White et Dianne Feinstein, chéris des promoteurs, persécuteurs des sans-abri ; la cause du Gay Shame se fait battre et arrêter par des flics à plus d'une occasion".
En 2002, AlterNet a publié un extrait en rapport à la Gay Shame, du militant queer Tommi Avicolli Mecca qui a vécu à San Francisco, et qui reprend ses idées principales.
En 2009,  IndyBay rapporte que la Gay Shame a manifesté devant le Centre LGBT de San Francisco ; un communiqué de presse a été écrit à ce propos.
Cette même année, il y avait eu un événement relatif à la Gay Shame à Londres : "indoor playground of interactive art and alternative ideas...[which was in a] club [that] shares a similar non-commercial, anti-consumerist angle...[and there were] thirty-five sideshows, 100 performance artists and 3,000 revellers".
Un livre intitulé Gay Shame a été publié par Lambda Literary en 2010. Les éditeurs avaient noté que le livre semblait être à l'origine de la Gay Shame, la question que posait la Gay Pride et les lecteurs concernait "l'exploration de la possibilité que le mouvement moderne des droits LGBT puisse pousser vers l'acceptation, l'assimilation, et (dans l'idéal) la fierté, ce qui éradiquerait la honte en explorant la façon dont la fierté et la honte sont liées à l'ethnie, au genre, et à la sexualité".
En 2011, Mattilda Bernstein Sycamore a été interviewée via une publication en ligne (We Who Feel Differently). Carlos Motta, l'intervieweur lui a demandé comment ouvrir des espaces spécialisés, et dans sa réponse, Mattilda avait décrit son travail avec la Gay Shame.
Gay Shame a aussi été mentionnée dans la Mission Locale, la Bay Area Reporter, par l'auteur Toshio Meronek dans le Huffington Post, dans un magazine radical intitulé Slingshot, dans le SF Weekly, par Sarah Jaffe sur AlterNet, dans un article en page 7 du Quarterly Journal of Speech, et d'autres encore.

### Effervescence et conséquences
La Gay Shame de San Francisco est devenue une action directe non-hiérarchique, et le collectif queer radical a continué jusqu'à l'épuisement de ses membres au début de 2013. Elle a aussi été "principalement responsable des manifestations, mobilisations, et des tactiques de guérilla qui ont paralysé la ville de San Francisco, en réponse à la déclaration de la guerre en Irak". 
Selon une interview publiée sur le site web de la Mission Locale, le groupe a commencé à s'organiser en 2001, avec des idées comme le "Goth Cry-In" décrites comme un "espace pour se prélasser dans notre tristesse autour de l'état actuel de la politique LGBT et des horreurs du monde". Le groupe a estimé que "l'état actuel de la politique LGBT est une ruée vers le privilège hétéro" et que "les choses telles que les soins de santé devraient être disponible pour nous tous, [mais] l'identité queer est de remettre en cause les institutions de la domination, comme le mariage et l'armée, et de ne pas en faire partie [parce que] nous devrions travailler contre les institutions traditionnelles et développer des liens avec des personnes qui nous font ressentir de l'amour, de la joie, de la liberté et de la sécurité ; ce qui, dans de nombreux cas, comme nous le savons, est l'exact opposé du mariage...La Gay Shame supporte l'auto-détermination du genre dans toutes ses manifestations".
Dans leur site web, les membres du mouvement l'ont décrit comme "un queer fantaisiste qui apporte de l'action directe à des niveaux étonnants de théâtralité, [et qui rejette une] identité gay commercialisée qui nie les liens intrinsèques entre les luttes queer et le pouvoir, [et qui lutte contre] les valeurs égoïstes du consumérisme gay et contre le monstre de l'assimilation qui dévaste la mobilisation éclatante queer". Malgré tout, en 2012, selon l'écrivain Toshio Meronek, une critique de la "corporatisation des événements de la Pride s'est officiellement répandue, [et] la Pride a effectivement débuté en tant que journée d'action politique appelée Christopher Street Liberation Day". À un moment donné, après que Don't Ask Don't Tell soit révoqué, la Gay Shame a rétorqué : "Pas de gays dans l'armée ! Nous avons besoin de vous dans les rues et de maintenir le statu quo".
Après la fin du dernier chapitre de Gay Shame, il y a eu des réflexions sur le mouvement dans son ensemble ; une des principales organisatrices, Mattilda Bernstein Sycamore, du groupe appelé San Francisco Bay Guardian, y a contribué, en répétant ce qu'elle avait dit lors d'une émission radio à la fin du mois octobre 2012, appelée Horizontal Power Hour,.
En juin 2013, un article dans White Rose Reader ajoute que : "débutant en 1998, ces événements “Gay Shame” faisaient la promotion d'idéologies contre-culturelles et d'expression radicale... certains avaient réagi sur ce point : un blog avait surgi à la demande de la Gay Shame, et avait démarré par un homme queer DJ de 48 ans".

### Réémergence
En septembre 2013, la Gay Shame SF ou San Francisco Gay Shame, a réémergé comme l'a révélé le hashtag #GayShame de Twitter. Sur son site web, le groupe liste les rencontres hebdomadaires de l'organisation à la librairie Modern Times Bookstore,
ainsi que l'organisation de petites réunions tout au long de la semaine pour planifier des actions et des activités spécifiques. La Gay Shame SF se décrit comme un « virus dans le système », déclarant un "nouvel activisme queer... pour contrer les « valeurs » égoïstes du consumérisme gay et de la gauche de plus en plus hypocrite. Sur le plan organisationnel, la Gay Shame SF est fondée sur le consensus que tout le monde est d'accord sur les décisions avant d'agir, et qu'ils feront en sorte que tout le monde soit pleinement informé des actions qui vont se produire. Lorsque les membres du groupe parle à la presse, ils s'identifient en tant que "Marie" afin que personne ne soit vu comme un leader ; de plus, incorrectement identifié, l'anonymat peut être préservé.
Plus récemment, la Gay Shame SF a attiré l'attention pour sa position en faveur de l'abolition de la prison et de l'anti-gentrification. En 2014, six membres de la Gay Shame ont été arrêtés pour avoir manifesté "sur le thème de la prison" lors d'une pride party organisée par Kink.com. Dans une lettre ouverte co-signée par les leaders queer Miss Majeur et Angela Davis, la Gay Shame a exigé que Kink.com change le thème de la fête, et que le site « n'utiliser pas les thèmes d'arrestation et d'incarcération... dans la promotion de l'événement ». En 2015, une série de tracts « anti-technologie » postés par la Gay Shame dans le Mission District de San Francisco a alerté les 'Brogrammers" de quitter le quartier.
En outre, d'autres événements sont apparus. En mai 2013,la Gay Shame de San Diego a émergé, se décrivant sur sa page Facebook comme étant « créé en protestation à la sur-commercialisation des événements de la Pride, et opposé à l'assimilation queer. La Gay Shame a débuté en 1998 à Brooklyn, et elle a été active à DUMBA, le collectif d'artistes sur lequel est basé le film Short Bus ». Cette page Facebook a couvert des sujets allant du mariage pour les couples de même sexe, jusqu'à Lou Reed, en passant par la Gay Pride, et bien d'autres encore. Vers la même époque, un Tumblr de l'organisation a surgi en répétant la même description que celle inscrite sur leur page Facebook. Leur tumblr a reposté les écrits de la Gay Shame SF, en critiquant le capitalisme, en évoquant la libération queer et trans, et beaucoup d'autres sujets.

### Critiques
En raison de l'opposition au courant LGBTQ dominant, certains ont critiqué la Gay Shame. Un blogueur nommé Dyneslines a notamment fait valoir qu'« en considérant cet étrange phénomène, il est difficile de ne pas détecter les éléments perturbateurs délibérés d'homophobie intériorisée...Il existe certaines preuves sur le fait que la tendance de la gay-shame se résorbe. Ce résultat est certainement à espérer ». Une autre critique, à partir d'un point de vue queer n'excluant pas complètement le mouvement, a été celle-ci : « il est difficile, pour le groupe, de se retirer totalement de la structure globale telle que l'idéologie le voudrait... En supprimant les noms individuels, et par extension, les identités de chacun au sein du groupe, la Gay Shame est conforme à l'importante commercialisation qu'elle cherche à combattre ».

## Conférence académique
Une conférence académique à l'université du Michigan a eu lieu en mars 2003. Au cours de ce week-end, il y aurait eu des conflits entre les militants et les universitaires ; ces derniers étant accusés par les premiers de ne pas assez reconnaitre leur pouvoir et leurs privilèges de classe, et de ne pas partager autant que les militants.

## Événements
Il y a aussi des évènements annuels intitulés Gay Shame and Lesbian Weakness à Londres, en Angleterre, associés au club de nuit Duckie dirigé par Simon Casson et Amy Boiteux. Bien que la documentation sur le premier événement de ce type soit difficile à trouver, il a eu lieu en 1998, et pas avant. En 2004, l'évènement a été présenté ainsi : Now in its 9th great year. L'évènement comprend des performances artistiques et est aussi appelé The Annual Festival of Homosexual Misery. L'événement de 2009 a été annoncée comme le dernier mais depuis, la Gay Shame SF a réémergé ; de nouveaux événements sont susceptibles de se produire.

### Thèmes de la Gay Shame
(mai 2017).
Le contenu est difficilement compréhensible vu les erreurs de traduction, qui sont peut-être dues à l'utilisation d'un logiciel de traduction automatique.
- 2004 Homosexual Misery. It's a nightclub. It's a theatre event. It's a rip-off.
- 2005 Homosexual Misery. London's inverted underbelly prove that Gay ain't nothing to be proud of.
- 2006 Euroshame for EuroPride, the booths and shows themed as different European countries.
- 2007 Cancelled due to Arts Council England funding diverted to the Olympics.
- 2008 Masculinity, betting, boxing, trucker fun.
- 2009 Femininity.
- 2015 National Borders (sort des demandeurs d'asile LGBT)[37],[38].

De 2001 à 2004, les événements Shame se tenaient à Stockholm, en Suède. La Gay Shame SF se réunit tous les samedis à la librairie Modern Times.